# Rony Hanselmann
Rony Hanselmann (25 giugno 1991) è un calciatore liechtensteinese, centrocampista del Triesenberg.

## Carriera

### Nazionale
Ha collezionato 6 presenze con la propria nazionale.